# Joseph Baldwin
Pour les articles homonymes, voir Famille Baldwin et Baldwin.
Joseph Baldwin (né le 18 mai 1970, à New York, États-Unis) est un acteur, réalisateur, scénariste et producteur de cinéma américain.

## Famille
Joseph Baldwin est le cousin d'Alec, Daniel, William et Stephen Baldwin.

## Filmographie partielle

### Comme acteur

#### Cinéma
- 1999 : Iceman de Kate Judge (Court métrage)
- 2000 : Fou d'elle (It Had to Be You) de Steven Feder : un détective

#### Télévision
- 1999 : Code Eternity (Code Name: Eternity) : Byder (Série TV)

### Comme scénariste et producteur
- 2000 : South Tunnel de Joseph Baldwin
- 2004 : Race for Glory : The Story of Drill Team Racing (Documentaire) (crédité sous le pseudonyme Joseph D'Albora)

### Comme réalisateur
- 2000 : South Tunnel de Joseph Baldwin